# 김상원 (법조인)
김상원(金祥源, 1933년 4월 30일~2024년 2월 24일)은 1988년에서 1994년까지 대법관을 지낸 대한민국의 법조인으로 법무법인 한누리 고문변호사, 학교법인 호서학원 이사장, 학교법인 운화학원 이사장을 역임하였다. 이천농고와 서울대 농과대학출신으로 사법고시 양과에 합격한 후 대구지방법원 판사를 시작으로 각급 법원의 판사직을 수행하다가 1981년 전두환정부시절 재임용에서 탈락하였으나 1988년 2차 사법파동 때 이일규 대법원장에 의해 대법관으로 제청되어 1994년까지 대법관을 역임하였다. 1969년 충남 계룡산등지에서 친목계를 조직해 김일성을 찬양하고 북한노래를 부르는등 국헌을 문란케 했다는 소위 '위친친목계사건'과 관련하여 국가보안법과 반공법이 적용돼 1심에서 징역 7∼10년씩을 선고받은 22명의 피고들인들에게 경찰의 고문수사와 물적증거의 부재를 들어 무죄를 선고한 바 있다. 서울고등법원 재직시절인 1978년에는 우리나라 최초로 일조권을 인정하는 판결을 내렸고, 서울고등법원1992년 4월에 "근로자들이 쟁의행위로 일을 하지 않았다고 하더라도 최소한의 생활보장을 위한 임금을 지급해야 한다"거나 1993년 10월에 "상담, 조언 등 근로자들에 대한 단순조력행위는 제3자 개입금지 조항에 해당되지 않는다"고 하여 근로자 측에 유리한 판결을 하기도 했다. 대법관재직 중에는 유명 백화점들의 '변칙세일'에 대하여 무죄를 선고한 원심을 깨고 유죄취지의 판결을 내려 소비자집단피해배상의 전기를 마련하기도 했다.

## 학력
- 이천농업고등학교 졸업
- 서울대학교 농경제학과 졸업

## 약력
- 제7회 고등고시 행정과 합격('56)
- 제8회 고등고시 사법과 합격('57)
- 해군법무관('57~'60)
- 서울지방법원, 서울고등법원 등 판사('60~'70)
- 서울지방법원, 대전지방법원 등 부장판사('70~'75)
- 서울고등법원 부장 및 수석부장판사('75~'81)
- 변호사 개업('81~'88)
- 대법관('88~'94)
- 미국 University of Washington 법과대학 객원연구원('94~'95)
- 웨스턴신학대학교(W.E.S)로부터 명예 인문학박사 학위 수여('96)
- 대한변협 회원이사('97~'98)
- 호서대학교 교수('96~'02 : 민법, 민사소송법)
- 한남대학교 교수(‘97~’00 : 민법, 민사소송법)
- 민사소송법 및 민사집행법 개정 특별위원회 위원장('99)
- 환경정의시민연대 공동대표('99~'00.12)
- 호서대학교 명예법학박사 수여(’02)
- 내셔널트러스트운동 공동대표(‘00~’04)
- 사회복지법인 어린이재단 이사장(`00~'08)
- 한기총 법률고문단 공동회장 (현재)
- 극동방송국 운영위원회 고문 (현재)
- 한국자연환경국민신탁법인 신탁평의회 의장(현재)
- (사)세계도덕재무장(MRA/IC) 한국본부 총재(현재)
- 한국기독교 화해중재원 원장 (`08~`10)
- 재단법인 일가기념사업재단 이사장(`00~`10)
- 법무법인 한누리 고문변호사(현재)
- (학) 운화학원 이사장(현재)
- (학) 호서학원 이사장

## 주요 판결
- 대법관으로 재직하던 92년9월14일 신세계 백화점, 롯데쇼핑등의 변칙세일 사기사건의 주심을 맡아 무죄를 선고한 원심을 깨고 유죄취지의 파기환송판결을 선고했다. 당시 이들 유명백화점들은 숙녀복 판매점포에서 물건을 붙인 정상가격을 실제 보다 훨씬 높게 표시해 놓고 마치 이를 할인가격으로 판매하는 것처럼 속이는 '변칙세일'수법을 사용했다.  1심인 서울지법은 백화점 실무자 안모(롯데쇼핑 숙녀의류부장)피고인 등 6명에게 "이들의 변칙세일은 사기죄의 구성 요건인 기망행위에 해당되지 않는다"며 무죄를 선고했고 이 같은 무죄는 항소심(2심)까지 이어졌지만 대법원은  "변칙세일은 가격조건에 관해 기망이 이루어진 경우로서 사기죄의 기망행위를 구성한다"며 무죄를 선고한 원심을 파기했다. 이 판결은 바로 민사재판에도 영향을 미쳐 항소심인 서울고법은 1992년 10월30일 대법원의 판결취지에 따라 "백화점의 변칙세일로 인한 정신적 물질적 배상을 해야 한다"며 백화점 실무자들의 사용자로서의 손해배상을 인정하고 원고들에게 각 1만원 내지 10만원의 위자료를 지급하도록 했다. 이 판결은 소비자들이 백화점을 상대로 집단소송을 내어 처음으로 피해배상을 받게 된 첫 사례가 되었다.[1]
- 서울형사지방법원 단독 판사로 재직하던 1965년 3월 20일에 대통령이 황태성을 처단하지 않고 도피시키고 화폐개혁 당시 130억원(500원권)을 영국 조폐창에서 찾아내 공화당 사전 조직자금으로 썻고, 김대평 메모 수교때 1억 5천만불을 사전에 받았다는 등의 유인물을 배부한 피고인에게 특정범죄처벌임시특례법 허위사실유포죄를 적용하여 징역2년을 선고했다.[2] 10월 11일에 안양 폭발물 사건에서 업무상 과실치사상으로 구속된 피고인들에 대해 "검찰이 주장하는 피고가 쇠방망이로 폭약을 두드려 사고를 냈다고 하는 점에 대해 입증할 증거가 충분히 없다"며 한국탄약분해공업사 사장에게 벌금 3만원, 관리책임자 2명에게 증거가 없다며 무죄를 선고했다.[3]
- 대전지방법원 형사합의부 재판장으로 재직하던 1970년 5월 29일에 기능직 공무원채용시험 문제를 누설한 대전 철도국 기관차사무소 검수계장 등 4명에게 징역1년~ 집행유예2년까지 선고하고 부정합격한 9명에게 벌금 2만원~3만원을 선고했다.[4] 10월 2일에  "모의 투표용지를 배부했다고 하더라도 유권자의 의사를 요구한 증거가 없어 처벌할 수 없다"며 무죄라고 하면서 선거운동금지 기간에 마이크 사용 부분에 대해서만 유죄를 인정하여 국민투표법 위반으로 기소된 신민당원에게 무죄, 다른 피고인에게 벌금 1만원과 3천원을 각각 선고했다.[5]
- 서울민사지방법원 합의부 재판장으로 재직하던 1971년 11월 13일에 기차 선반에서 물건이 떨어져 다친 피해자가 국가를 제기한 손해배상 청구소송에서 "국가는 38만원의 손해를 배상하라"고 했다.[6] 1973년 9월 14일에 서울시가 토지구획정리사업을 하면서 자신의 소유 757평에 대해 사용금지 행정처분을 하여 지금까지 사용하지 못해 손실이 크다면서 제기한 소송에서 "적법한 절차에 따라 개인 소유의 땅을 수용해 공공목적으로 사용했을 때도 토지 소유권자가 이를 사용하지 못한데 대한 손실을 보상할 책임이 있다"고 하면서 "서울시는 원고에게 1755만원의 보상금을 지급하라"고 했다.[7]
- 서울고등법원 형사2부 재판장으로 재직하던 1977년 6월 2일에 수도 불통으로 기소된 용산 제1시장번영회 회장 등 3명에 대해 "사설 수도 관리자는 사용한 자가 비록 요금을 납부하지 않았다고 해도 손괴 등의 방법으로 수도를 불통하게 해서는 안된다"면서 징역1년 집행유예2년을 선고했다.[8]

## 수상
- 2007. 11 제4회 피스메이커상
- 2006. 12 도덕대상
- 2000. 10 한국 기독교 선교대상
- 1994. 10 청조근정훈장
- 1981. 9 황조근정훈장
- 1974. 11 제6회 한국법률문화상